# Lousado
Lousado ist eine Gemeinde im Norden Portugals. Lousado gehört zum Kreis Vila Nova de Famalicão im Distrikt Braga, besitzt eine Fläche von 5,8 km² und hat 3884 Einwohner (Stand 19. April 2021).

## Wirtschaft
Das mit Abstand größte Unternehmen in Lousado ist ein Reifenwerk. Die Fabrik gehört seit 1989 zum Continental-Konzern und produziert jährlich rund 18 Millionen Reifen. Das Werk beschäftigt rund 1.700 Beschäftigte.

## Bauwerke
- Ponte de Lagoncinha

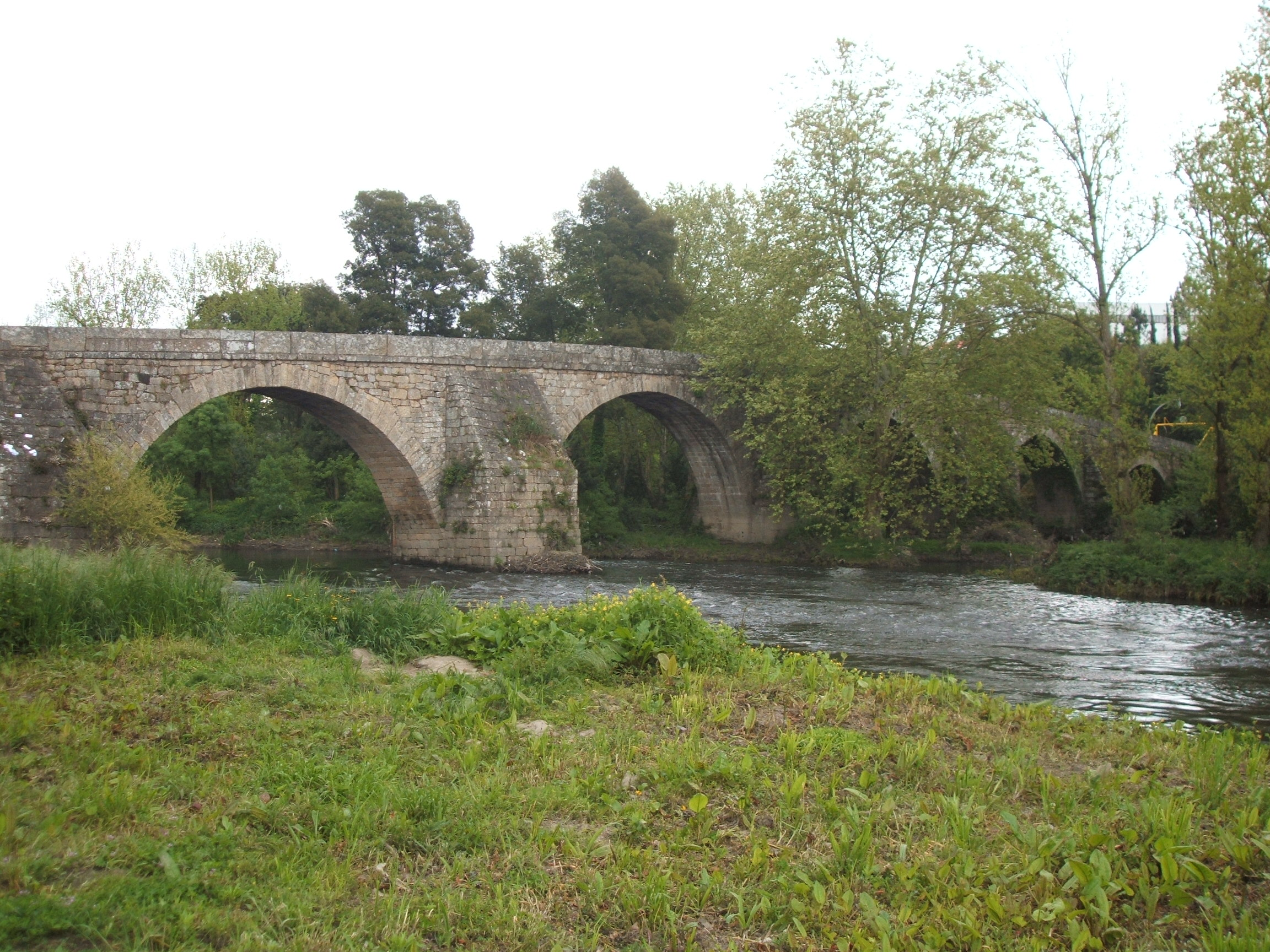
Ponte Lagoncinha in der Gemeinde Lousado

- Museu Ferroviário de Lousado, Eisenbahn-Museum

## Kultur
Das Portugiesische Eisenbahnmuseum unterhält eine Außenstelle in der Gemeinde. Aushängeschild ist die älteste Schmalspurlokomotive Portugals, Baujahr 1874.

## Söhne und Töchter der Stadt
- Manuel Gonçalves Cerejeira (1888–1977), Erzbischof und Patriarch von Lissabon